# Камбанеллис, Яковос
Яковос Камбанеллис (греч. Ιάκωβος Καμπανέλλης, 2 декабря 1922, Наксос, Киклады — 29 марта 2011, Афины, Аттика) — греческий поэт, писатель, драматург и актёр. Автор сценария 12 фильмов, в двух из которых был режиссёром.

## Биография
Родился 2 декабря 1922 года на острове Наксос, Греция.
Во время оккупации Греции нацистскими войсками в ходе Второй мировой войны был брошен в концентрационный лагерь Маутхаузен (1943). После своего освобождения (5 мая 1945) написал автобиографическую книгу «Маутхаузен» («Mauthausen»). Четыре стихотворения Камбанеллиса, созданные на основе четырёх глав его книги, легли в основу одноимённой кантаты, музыку к которой написал Микис Теодоракис (и книга, и кантата вышли в свет в декабре 1965). Дебютировал как драматург в 1950 году, а в 1955 году написал сценарий для фильма «Стелла».
4 февраля 2011 года Камбанеллис был срочно доставлен в больницу из-за осложнений, вызванных длительной почечной недостаточностью. Яковос Камбанеллис умер 29 марта 2011 года в Афинах в возрасте 89 лет от почечной недостаточности, через девять дней после смерти своей жены.